# Wilhelm Dubislav von Natzmer
Wilhelm Dubislav von Natzmer (* 28. Mai 1770 in Vellin; † 12. Mai 1842 in Danzig) war ein preußischer Generalmajor und zuletzt Vizekommandant der Festung Danzig.

## Leben

### Herkunft
Er stammte aus der alten Soldatenfamilie Natzmer, aus der auch der Feldmarschall Dubislav Gneomar von Natzmer (1654–1739) hervorging. Sein Vater war Wolf Heinrich von Natzmer (1735–1787) aus dem Hause Rötzenhagen, Kommandant von Kolberg, und seine Mutter Dorothea Charlotte Hedwig von Natzmer (1749–1827) aus dem Hause Bellin. Seine Mutter heiratete nach dem Tod ihres Mannes den späteren General Otto Ludwig von Wobeser. Der General Oldwig von Natzmer war sein Bruder.

### Militärische Laufbahn
Natzmer kam im Jahr 1784 als Gefreitenkorporal in das Infanterieregiment „von Lengefeld“ der Preußischen Armee. Dort wurde er am 12. Juli 1787 Fähnrich und am 19. Dezember 1789 Sekondeleutnant. 1794/95 kämpfte Natzmer während des Feldzuges in Polen bei Skala, Suchaczew, Mitrowitz, Rawka sowie bei der Belagerung von Warschau. Er wurde am 15. Februar 1799 Premierleutnant und am 15. Dezember 1806 Stabskapitän. Während des Vierten Koalitionskrieges kämpfte Natzmer bei der Verteidigung von Danzig sowie in den Gefechten bei Dirschau und Praust.
In Danzig war er zweiter Kommandant auf dem Hagelberg. Für seinen Einsatz bei der Verteidigung erhielt er am 19. Juni 1807 den Orden Pour le Mérite. Am 20. August 1808 kam er dann als Kapitän und Kompaniechef in das Leibinfanterie-Regiment Nr. 8. Am 16. Juni 1810 kam er als Major in das 1. Ostpreußische Infanterie-Regiment Nr. 1. Am 3. September 1811 wurde er dann zum Kommandeur des 1. Ostpreußischen Grenadierbataillons ernannt. Am 1. Juli 1813 folgte seine Versetzung als Kommandeur in das 8. Reserve-Infanterie-Regiment. Während der Befreiungskriege kämpfte er bei der Belagerung von Stettin, den Schlachten bei Großgörschen und Bautzen sowie den Belagerungen von Magdeburg, Wittenberg, Landau sowie dem Sturm auf Wittenberg als auch den Gefechten bei Colditz, Waldheim und Wiesenburg. Natzmer erwarb bei Großgörschen das Eiserne Kreuz II. Klasse, für Bautzen erhielt er den Orden der Heiligen Anna II. Klasse, bei Wittenberg das Eiserne Kreuz I. Klasse und letztlich bei Wiesenburg den Orden des Heiligen Wladimir IV. Klasse. Zudem wurde er am 3. April 1814 Oberstleutnant.
Am 31. März 1815 kam er dann als Kommandeur in das 20. Infanterie-Regiment. Kurzzeitig war Natzmer vom 26. Juni bis zum 31. Juli 1815 Vizekommandant von Mainz und kehrte anschließend in seine Stellung als Regimentskommandeur zurück. In dieser Eigenschaft avancierte er am 21. Oktober 1815 zum Oberst. Am 29. April 1821 ernannte man Natzmer zum 2. Kommandanten von Danzig. Dort erhielt er am 10. Dezember 1827 seinen Abschied als Generalmajor mit der gesetzlicher Pension. Er starb am 12. Mai 1842 in Danzig und wurde am 15. Mai 1842 beigesetzt.

### Familie
Er heiratete am 16. Oktober 1797 in Wendisch-Karstnitz Charlotte Sophie Friederike von Kleist (* 22. August 1780; † 12. Mai 1842). Die Ehe wurde 1806 geschieden. Am 26. Mai 1809 heiratete er in Berlin Wilhelmine Friederike Helene von Burghoff. Er hatte zwei Töchter aus der zweiten Ehe; eine heiratete den Bankier Albrecht aus Ratibor in Schlesien, die zweite hieß Charlotte Friederike Wilhelmine Helene Thekla (* 13. März 1810).